# Моонзундское сражение (1917)
Моонзу́ндское сраже́ние (также Моонзу́ндская опера́ция 1917, в иноязычных источниках — Опера́ция «Альбио́н» 12—20 октября 1917 года) — комбинированная операция германских ВМФ и сухопутных сил в ходе Первой мировой войны по овладению Моонзундскими островами в Балтийском море, принадлежащих Российской республике. Ценой значительных потерь в кораблях победу одержала Германская империя. Является последним крупным сражением русской армии и флота в Первой мировой войне.

## Значение Моонзундских островов и положение к сентябрю 1917 года
Рижский залив имеет два входа: Ирбенский пролив, шириной около 15 морских миль, между южной оконечностью острова Эзель (Сааремаа) и материком (берегом Латвии), и Моон-Зунд (Вяйнамери), шириной около 4 морских миль — между островом Моон (Муху) и эстонским берегом. Оба входа простреливались огнем береговых батарей и были защищены минными заграждениями.
Так, находившийся в Рижском заливе российский флот, хотя и не был в безопасности от угрозы воздушного нападения германцев и их подводных лодок, но надёжно обеспечен от воздействия надводных морских сил Германии. Российский флот был в состоянии обстреливать огнём корабельных дальнобойных орудий северное крыло германской армии, не подвергаясь риску ответного обстрела. Кроме того, русские имели возможность высаживать десанты в тылу северного крыла германской армии, создавая тем угрозу фланговой группе противника.
Уязвимость открытого фланга сухопутного фронта германцев, примыкавшего к морю, где господство было не у них, была также и на Западном фронте. Там были приняты серьёзные меры для обеспечения фланга германского фронта во Фландрии. Но на имевшем значительную длину побережье Рижского залива они были бы неэффективны.
Если угроза северному крылу восточного фронта давала себя чувствовать два года, то не уменьшилась и после того, как фронт выдвинулся к р. Аа, в связи с чем прибрежный участок удлинился. Кроме того, было признано целесообразным использовать для подвоза снабжения морем Усть-Двинск, оказавшийся теперь в тылу северного крыла германского фронта.
Поэтому, для ликвидации угрозы с моря от русских германскому северному флангу необходимо было вторгнуться морскими силами в Рижский залив и вытеснить оттуда российский флот. Но, чтобы прочно закрыть доступ противнику в оба пролива и, что важнее, обеспечить через Ирбенский пролив надёжную связь с базой флота, необходимо было прочно овладеть входами в Рижский залив. Для этого нужно было захватить острова Эзель и Моон.
Таким образом, господствовать в Рижском заливе мог только тот, кто владел островами Эзель и Моон.
В этом-то и было значение островов для германского сухопутного фронта, примыкавшего флангом к Рижскому заливу.
Успехи, одержанные под Ригой в начале сентября 1917 года, позволили, временно, выделить необходимые силы для захвата Моонзундских островов.
19 сентября 1917 года вышел приказ кайзера: «Для господства в Рижском заливе и обеспечения фланга восточного фронта надлежит совместным ударом сухопутных и морских сил овладеть островами Эзель и Моон и запереть для неприятельских морских сил Большой Зунд». Руководить операцией был назначен командующий 8-й германской армией генерал от инфантерии Гутье. Операция была названа «Альбион».

### Оборона Балтийского побережья
Оборона Балтийского побережья к северу от Пернова (Пярну) и фронта и берегов Финляндии была подчинена командующему Балтийским флотом, который осенью 1917 года находился в подчинении командующего Северным фронтом. Для этого командующему Балтийским флотом, кроме флота, подчинялись крепости Свеаборг и Ревель (Таллин) и все сухопутные войска на островах и на побережье к северу от Пернова.
К концу сентября — началу октября 1917 года количество войск в распоряжении командующего флотом: в Ревеле 16 батальонов, 5 эскадронов, 172 пулемёта, 18 лёгких и 798 крепостных орудий и на Моонзундской укреплённой позиции 15 батальонов, 5 эскадронов, 140 пулемётов, 60 лёгких и 108 крепостных орудий.
Балтийский флот состоял из: действующей эскадры из двух бригад линейных кораблей (8 линкоров — 4 дредноутов и 4 додредноутов-бывших броненосцев), базировавшихся на Свеаборг и Ревель, и двух бригад крейсеров (9 крейсеров) с базами в Свеаборге и Ревеле, и Минной обороны из минной дивизии (57 эскадренных миноносцев), базировавшейся на Або-Аланд, Свеаборг, Ревель и Моонзунд, из дивизии подлодок (20 лодок) с базами в Або-Аланде, Ревеле и Моозунде, из отряда минных заградителей и дивизии траления.
Основная задача обороны Балтийского побережья и Финского залива состояла в недопущении прорыва германцев к востоку от главной Поркалаудд-Наргенской позиции. Так, Або-Аландская позиция, обеспечивавшая юго-западные берега Финляндии и вход в Ботнический залив, и Моонзундская позиция — Балтийское побережье к югу от Балтийского порта (Палдиски) и вход в Рижский залив — рассматривались по отношению к главной задаче флота как авангардные или передовые. Ставить на карту существование всего Балтийского флота для борьбы за них, видимо, не предполагалось.

#### Состояние обороны Моонзундской позиции к октябрю 1917
Артиллерийское оснащение Моонзундской позиции состояло из вооружения батарей приморского фронта на острове Даго (Хийумаа) (16 тяжёлых береговых орудий и 1 противоаэропланная [3 зенитные пушки]) и на острове Эзель (Сааремаа) (20 тяжёлых береговых орудий и 13 противоаэропланных [44 зенитных орудия]). Кроме того, оборона Северного входа в Моозундский район обеспечивалась 6 орудиями и Южного входа — 21 орудием и 6 пулемётами. Наибольшее значение придавали батарее у мыса Церель (Сырве) с четырьмя 305-мм береговыми орудиями.
Инженерное оборудование зачаточно. На Даго только окопы по берегу; на Эзеле, кроме прибрежных окопов, несколько узлов сопротивления внутри острова и укреплённая предмостная позиция у Оррисараской дамбы на остров Моон (Муху). Инженерные работы только начаты; на узлах сопротивления траншеи только для стрельбы с колена. Осенью 1917 года работы по усовершенствованию позиции проводили сдельно с платой солдатам по 7-8 рублей в день. Это разлагающе действовало на солдат, которых нельзя было заинтересовать работать более дёшево или бесплатно. Минные заграждения изначально поставлены в Ирбенском проливе, затем в Тагалахтской бухте (58°28’51" N, 22°3’40"E) на северо-западном берегу Эзеля, в Соэлозунде, и у северного мыса в Латвии. Передовая позиция из-за нехватки мин в полной мере не оборудована.
В Ирбенском проливе, кроме того, поставлено и поддерживалось минное поле, к постановке которого начальник морских сил Рижского залива относился отрицательно. Большая площадь его давала возможность германцам все время производить траления, обеспечивая их от атак наших миноносцев, и лишала здесь наш флот активности.
Авиация на Моонзундских островах насчитывала 24 аэроплана, а с учётом технически неисправных — 40 аэропланов.

### Силы сторон

#### Россия
Ко дню высадки германцев силы обороны Моонзундских островов были распределены так:
Морские силы Рижского залива для защиты Моозундской позиции состояли из 2 линкоров (бывших броненосцев), 2 броненосных крейсеров, 1 крейсера, 3 канонерских лодок, 26 эсминцев, 7 миноносцев, 3 подводных лодок, 3 минных заградителей и других кораблей и судов, всего 125 единиц. Главной базой их был рейд Кувайст у острова Моон (Муху) и отчасти Рогекюль (у Хаапсалу).
Оборона острова Даго (Хийумаа) разделена на три участка. Северная часть побережья оборонялась 4 ротами, 6 полевыми орудиями, 6 пулемётами, 4 бомбомётами и 2 миномётами; западный полуостров Дагерорт — 4 ротами, 10 пулемётами и 4 бомбомётами; юго-западный берег — 4 ротами, 10 пулемётами и 1 кавалерийским взводом. Кроме того, 16 тяжёлых береговых орудий береговых батарей были объединены в отдельную группу.
Оборона острова Эзель (Сааремаа) разделена на четыре участка. Северо-западную часть обороняли 3 батальона, 18 полевых и 20 зенитных орудий, 8 бомбомётов и 2 миномёта; западную — 1 батарея, 12 пулемётов, 6 полевых орудий и 2 сотни; западный берег полуострова Сворбе (Сырве) — 3 батальона, 12 полевых орудия, 105-мм батарея и 1,5 роты сапёров; южный берег у Ирбенского пролива — 3 роты, 12 тяжёлых и 15 зенитных орудий и 4 пулемёта. В общем резерве на Эзеле 2 батальона, 10 полевых орудий, 3 зенитных батареи, 8 бомбомётов, 2 миномёта и 1 сотня. Резерв разбросан в деревнях и Аренсбурге (Куресааре) на западе и юге Эзеля. Начальник обороны острова — начальник 107-й пехотной дивизии. На охране западного побережья Эстонии от Гапсаля (Хаапсалу) до острова Вердер (Вормси) 3 батальона и 2 сотни. По расписанию эти силы имели около 10 тыс. штыков, в действительности гораздо меньше.
Нравственное состояние войск не отличалось в лучшую сторону от всей армии.

##### Британия
В районе действовали три британские подводные лодки HMS C26, HMS C27, HMS C32.

#### Германия
С германской стороны в операции принимали участие части 23-го армейского корпуса в составе 42-й пехотной дивизии, двух бригад велосипедистов, некоторых резервных и ландштурменных полков и специальных частей, всего около 23 тысяч чел. и 5 тысяч лошадей.
Флот из 5 дредноутов, 5 линкоров — бывших броненосцев, 1 линейного крейсера, 9 лёгких крейсеров, 58 эсминцев, 7 миноносцев, 6 подводных лодок, 27 тральщиков, 66 катеров-тральщиков, 4 прорывателя минных заграждений, 59 патрульных судов, 1 минного, 2 сетевых и 2 боновых заградителей, 5 плавучих баз, 32 транспортов и ряда других кораблей и судов, в общей сложности 351 единицы. Этой эскадрой командовал вице-адмирал Эрхард Шмидт.
Воздушную поддержку операции обеспечивали 6 дирижаблей и свыше 90 самолётов.
Первой частной задачей флоту ставилось подавить батареи у бухты и форсировать миноносцами Соэло-Зунд, так как овладение Кассарским плёсом признавалось особо необходимым, чтобы обеспечить переход войск на Моон и помешать отходу русских из Рижского залива на север. Кроме того, флоту было предписано произвести операцию перехода с большой осторожностью и обеспечить её для достижения успеха всеми возможными ресурсами.

## Ход операции

### Начало операции
12 октября 1917 года германский флот подошёл к острову Эзель (Сааремаа) и, подавив огнём две российские батареи на северо-западной строне острова, начал высадку десанта. 131-й германский пехотный полк практически без сопротивления высадился в бухте, и вскоре его авангарды без боя захватили обе российские батареи вместе с личным составом. Велосипедисты и мотоциклисты начали быстрое выдвижение к Ориссарской дамбе, соединяющей Эзель с Мооном (Муху). При подходе к берегу линкоры «Байерн» и «Гроссер Курфюрст» подорвались на минах, получив лёгкие повреждения. После обследования Соэлозунда на Кассарский плёс у восточного конца Соэлозунда проникли германский миноносец А-32 и 3 тральщика, попавшие в 11:30 под огонь российских дежурных эсминцев «Генерал Кондратенко» (под брейд-вымпелом начальника 4-го дивизиона эсминцев) и «Пограничник». Германцы поспешно отступили под прикрытие крейсера «Эмден». Германские эсминцы под прикрытием дымовых завес и огня «Эмдена» вскоре вышли из узкостей и атаковали канонерскую лодку «Грозящий» на дистанции от 65 до 40 кабельтовых: против 4-х орудий канонерской лодки они имели 15. Отступая, российские корабли, к которым присоединился эсминец «Разящий» (2 — 75-мм орудия), вели огонь только из кормовых орудий. Несмотря на частую перемену курсов, «Грозящий» на 52-й минуте боя получил первое попадание 105-мм снарядом, а потом ещё два. В 17:30 к месту боя подошёл эсминец «Десна» (типа «Орфей») под флагом контр-адмирала Г. К. Старка. Развернувшись бортом на узком фарватере, эсминец «Десна» двумя залпами отогнал из Малого Зунда миноносец А-32 и с дистанции 64 кабельтова перенёс огонь на головные эсминцы противника, сразу добившись попадания. Встретив неожиданно сильное и решительное противодействие российского флота, германский командир коммодор Гейнрих отвёл свои корабли с Кассарского плёса и запросил подкрепления. Германцы опасались батарей на мысе Церель и на полуострове Сворбе (южная оконечность Эзеля Сааремаа) и 12 октября направили для их обстрела линкоры «Кениг Альберт» и «Фридрих дер Гроссе». При их поддержке тральщики медленно, но неотвратимо расчищали фарватер. С батареи № 43 часть артиллеристов во время боя бежала, бросив орудия.
13 октября произошла артиллерийская дуэль из корабельных орудий у западного входа в Соэлозунд.
14 октября линейный корабль «Кайзер» серьёзно повредил российский эсминец «Гром» — попадание в отсеки обеих турбин. В Соэлозунде германский флот потерял 4 эсминца, один из которых сел на мель, а три других вышли из строя, коснувшись винтами грунта. Российский эсминец «Победитель» третьим залпом накрыл германский эсминец «G-103» из состава южной группы. Последний вышел из строя, получив повреждения в кормовой части. Вскоре в бой вступили канлодка «Храбрый» и эсминец «Гром», на которых противник сосредоточил огонь с дистанции не более 40 кабельтовых. В «Гром» начались попадания, вызвавшие пожар на рострах и повреждения орудий, после чего эсминец затонул. Российские корабли отошли к Моонзунду, где встретились с прибывшими на поддержку восемью эсминцами под флагом начальника Минной дивизии (на эсминце «Новик») Г. К. Старка. Старк ограничился обстрелом противника с предельных дистанций. Германцы, в свою очередь, отступили в Соэлозунд, оставив в Малом Зунде миноносцы. В Ирбенском проливе батарея Цереля открыла огонь по германским тральщикам, где отряд контр-адмирала Альберта Гопмана начал подготовку к прорыву в залив главных сил своего флота. Имея всего три крейсера с 150-мм орудиями, Гопман не мог устоять против 305-мм батареи. Тогда ему на помощь прибыли 3 дредноута, которые вступили в бой с батареей Цереля, отвечавшей из двух орудий (против 30 германских).
15 октября германский эсминец «В-98» подорвался на мине, взрывом ему оторвало 13 метров носовой оконечности. Пытаясь обойти заграждение, «В-110» и «В-112» выскочили на мель, при этом последний получил настолько серьёзные повреждения, что вышел из строя. В Ирбенском проливе российскую батарею обстреляли два дредноута. Командир батареи лейтенант Н. С. Бартенев в ответ произвёл несколько залпов, но судьбу Цереля решило приближение германских войск с суши. Утром 15 октября на помощь батарее был направлен «Цесаревич» вместе с 3 эсминцами, однако он ничего сделать не смог. Батарея была брошена революционными солдатами и на огонь германских линкоров не отвечала. Вечером того же дня после недолгих переговоров батарея сдалась, капитуляция произошла по требованию Комитета солдатских депутатов. Адмирал Бахирев приказал командиру «Цесаревича» уничтожить огнем батарею № 43, чтобы она не досталась германцам. Броненосец дал несколько залпов по ней с дистанции около 40 кабельтовых, но уже наступил вечер, и стрельба в темноте была неэффективной.

### Моонзундское сражение и окончание операции
16 октября произошёл морской бой в проливе Моонзунд. Германские тральщики завершили расчистку фарватера в Рижском заливе, куда вошли линкоры «Кёниг» и «Кронпринц», лёгкие крейсера «Кольберг», «Страсбург» и «Аугсбург» в охранении двух полуфлотилий эсминцев. Противоминную оборону дредноутов обеспечивали 16 тральщиков 2-й флотилии искателей мин, 2 прорывателя минных заграждений и плавбазы (матки) тральщиков с катерами-тральщиками на борту. Командовал прорывом вице-адмирал Бенке (флаг на «Кёниге»), получивший подробную информацию о минных заграждениях у южного входа в Моонзунд. В этот же день, когда тяжелые германские корабли входили в залив после протраливания Ирбенского пролива, британская подводная лодка HMS C27 торпедировала и тяжело повредила немецкое вспомогательное судно. День завершился отводом российской эскадры.
17 октября бой продолжился на рейде Куйвасту. Российские корабли открыли интенсивную стрельбу по тральщикам, от которой они временами скрывались за стеной всплесков. Чтобы укрыться от огня российской корабельной артиллерии, германские корабли ставили дымовые завесы. Германские дредноуты, следуя за тральщиками, перешли на восточный фарватер, и вскоре после полудня «Кёниг» открыл огонь по «Славе», а «Кронпринц» — по «Гражданину» (бывший «Цесаревич»). В ходе боя у броненосца «Слава» из-за неисправности шестерней подачи вышли из строя орудия носовой башни главного калибра (башней командовал лейтенант Григорий Карпенко), и командир корабля, капитан I ранга Антонов, принял решение развернуть корабль кормой вперёд, чтобы ввести в бой орудия кормовой башни главного калибра. В 12:25 броненосец «Слава» получил три попадания ниже ватерлинии и принял в себя 1130 тонн забортной воды, осадка увеличилась, появился крен на левый борт. Каперанг Антонов приказал открыть кингстоны и затопить коридоры правого борта, в результате чего крен уменьшился, но осадка корабля увеличилась ещё больше. Из-за серьёзных повреждений «Слава» приобрела большую осадку, исключающую её проход фарватером Моонзунда. Начальник Морских сил Рижского залива, принимая решение отступить на север, приказал взорвать «Славу», затопив её на фарватере в качестве заграждения, и направил эсминцы для снятия экипажа. Российская эскадра ушла на север. Германский флот не смог её преследовать. На минах подорвался германский эсминец S-64.
18 октября германцы овладели островом Моон (Муху), 20 октября — островом Даго (Хииумаа).
Важное значение в ходе операции принадлежало действиям ударных и штурмовых частей противников.

## Итог
По итогам проведённой операции германские войска заняли Моонзундский архипелаг. Это стоило им, по российским данным, 26 кораблей потопленными и 25 повреждёнными. По другим данным, германский флот потерял девять потопленных кораблей (среди них тральщики «F-3», «Тараск», «М-68», «Бине», миноносцы «А-32», «Кибвайдер», «Т-65», подводный минный заградитель «UС-57») и 12 повреждёнными: пять линкоров («Байерн», «Гроссер Курфюрст», «Кронпринц Вильгельм», Маркграф, Мольтке), крейсер («Страсбург») и шесть эсминцев («А-28», «G-101», «G-103», «B-98», «B-110», «B-111»). Есть и иные данные: погибли 11 миноносцев, 6 тральщиков, санитарное судно и несколько мелких кораблей; повреждения получили 3 линкора, 3 миноносца, 2 тральщика, плавбаза тральщиков, 3 военных транспорта и несколько вспомогательных кораблей. Сбито 5 германских аэропланов.
Германские потери в людях были незначительные и составили 381 человек убитыми, ранеными и пропавшими без вести.
Британские потери составили подводную лодку HMS C32, затопленную экипажем после посадки на мель.
Российский флот потерял два корабля потопленными (броненосец «Слава», эсминец «Гром») и ряд повреждёнными.
Российские потери составили 20 130 пленных, 141 орудие, 130 пулемётов, потери убитыми и ранеными были относительно невелики.
В советское время господствовала политизированная оценка этого сражения: «В Моонзундском сражении революционные матросы одержали славную победу над флотом кайзеровской Германии, сорвали коварный замысел международной реакции и русской буржуазии по уничтожению революции и этим содействовали успешной победе пролетариата в Октябрьском вооружённом восстании. Подвиг балтийских моряков в Моонзундском сражении был актом революционной войны».

## В культуре
- «Балтийская слава» — фильм 1957 года, режиссёр Ян Фрид.
- «Моонзунд» — роман Валентина Пикуля (1970).
- «Моонзунд» — фильм 1987 года, режиссёр Александр Муратов, по одноимённому роману Валентина Пикуля[23].